# Berau (Ort, Macadade)
Berau ist ein Ort auf der südostasiatischen Insel Atauro, die zu Osttimor gehört.

## Geographie

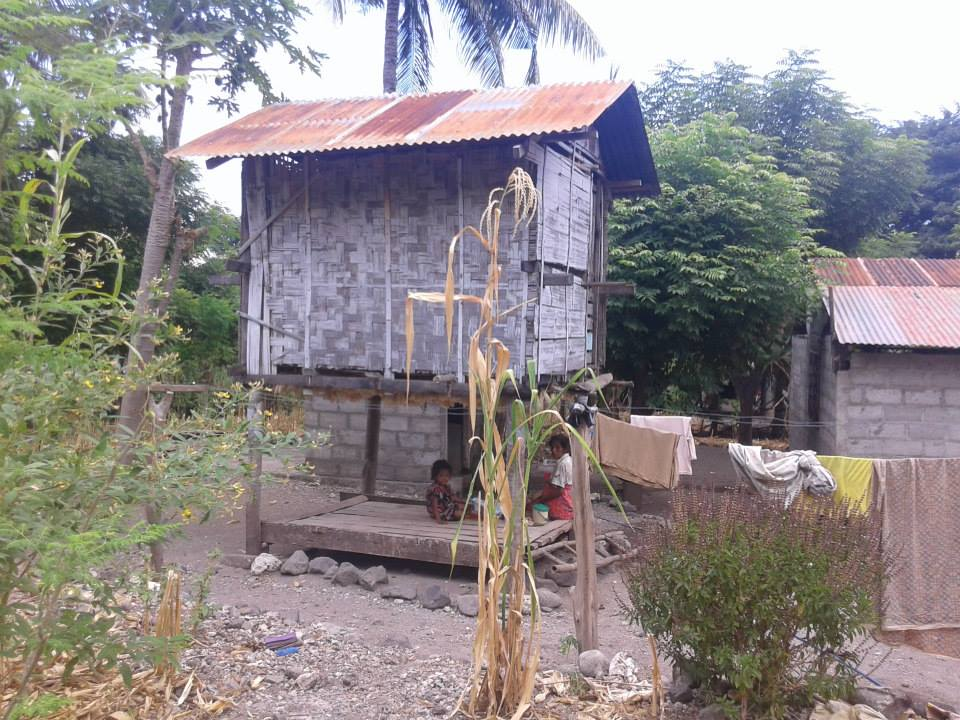
Traditionelles Haus zur Lagerung von Mais

Das Dorf Berau befindet sich an der Südküste auf einer Meereshöhe von 13 m, in der Aldeia Berau (Suco Macadade, Gemeinde Atauro). Die kleine Bucht an der das Dorf liegt, gehört zur Straße von Wetar, die Atauro von Timor trennt. Ein nur in der Regenzeit Wasser führender Fluss durchquert den Ort. Nordwestlich des Dorfes liegt der Berg Foho Berau mit etwa 800 m und nördlich befindet sich die einzige Süßwasserquelle der Insel. In der südöstlichen Nachbarbucht liegt das kleine Dorf Nameta.

## Einrichtungen
Das Dorf Berau verfügt über eine Vorschule mit 21 Schülern, eine Grundschule mit 140 Schülern, ein medizinisches Zentrum und eine Sekundärschule. Außerdem gibt es eine katholische und eine protestantische Kirche im Dorf.

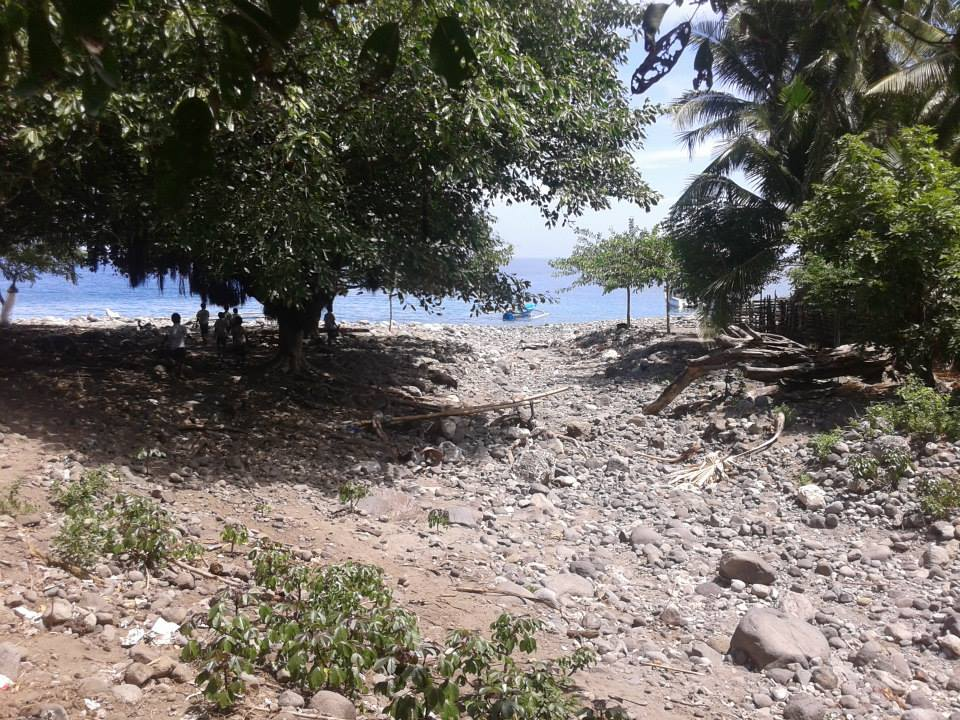
Der ausgetrocknete Fluss in Berau
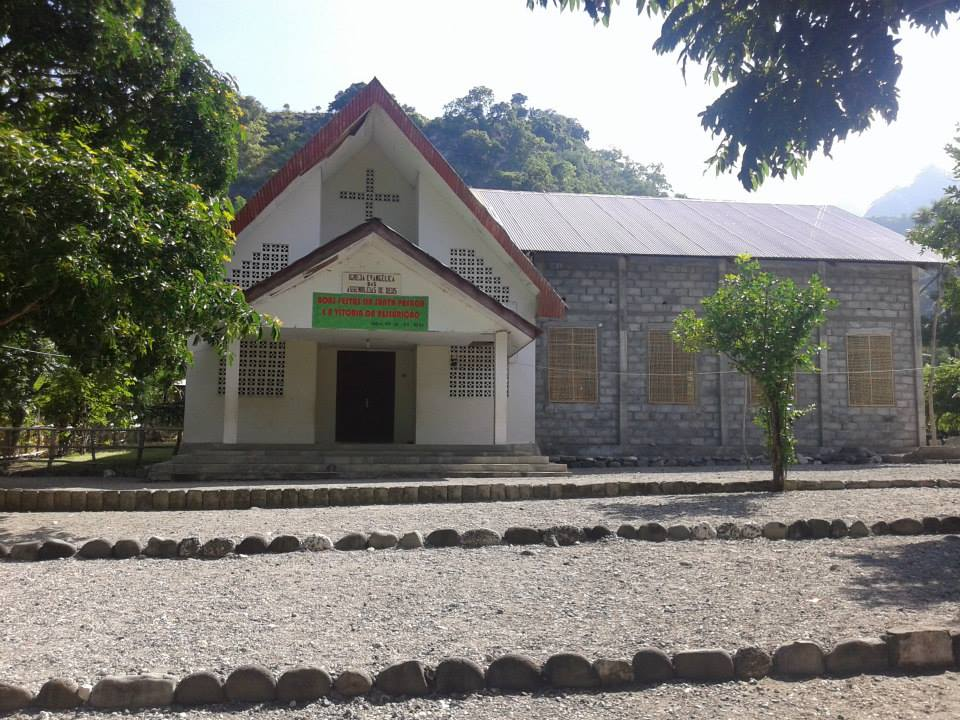
Protestantische Kirche von Berau
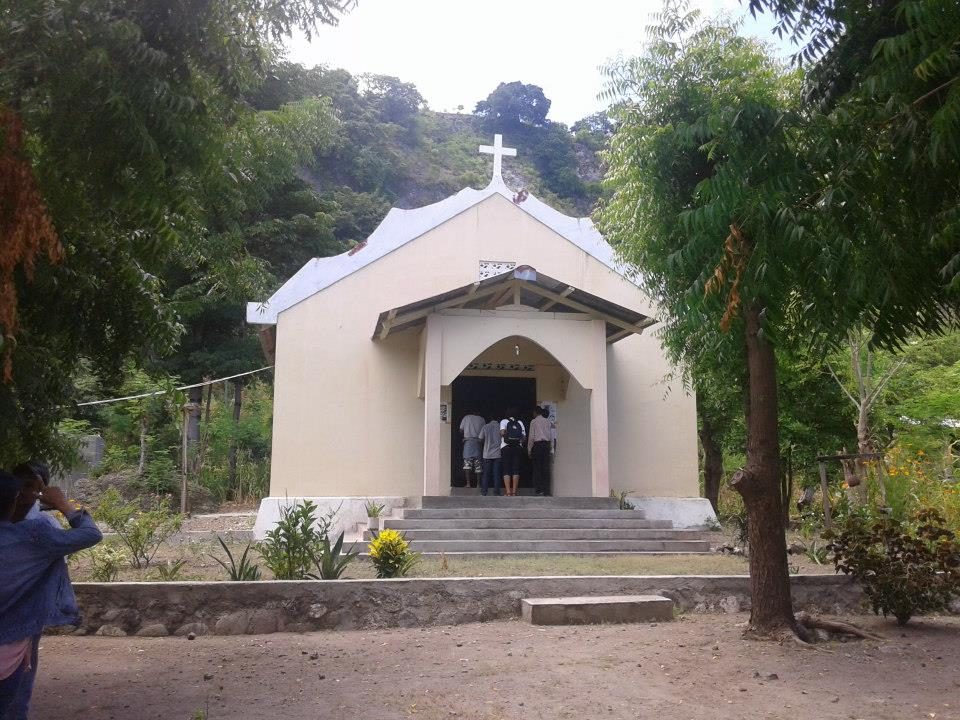
Katholische Kirche von Berau
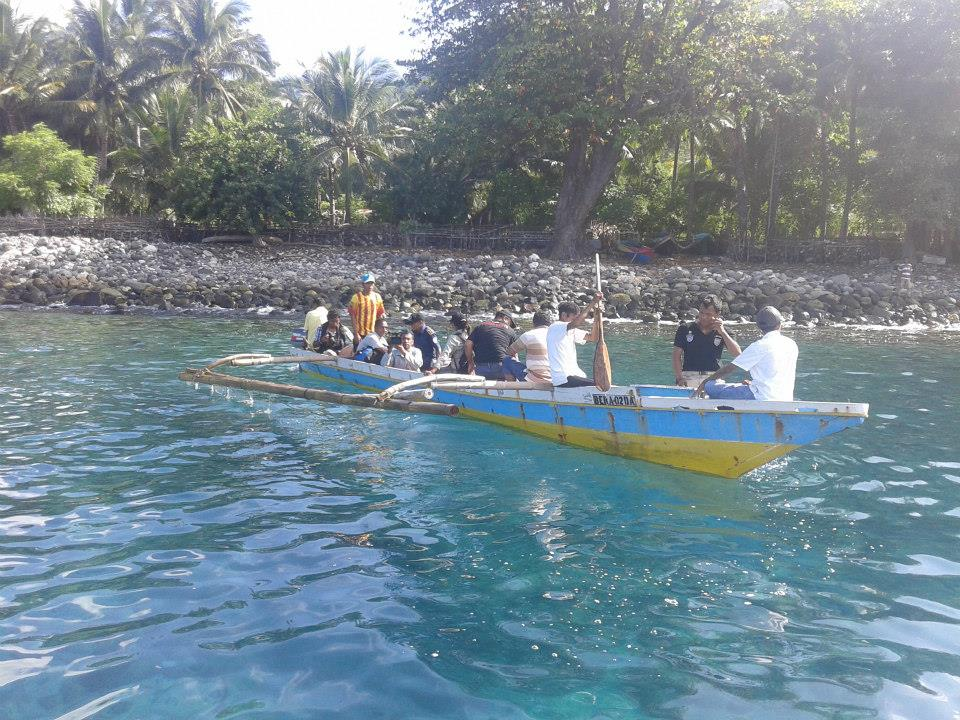
Strand von Berau